# Ipheion
Ipheion es un género de plantas herbáceas, perennes y bulbosas perteneciente a la familia Allioideae de las amarilidáceas. Comprende 28 especies distribuidas en América. 
Es considerado un sinónimo del género Tristagma.